# Джурунский район
Джурунский район (каз. Жұрын ауданы) — единица административного деления Актюбинской области Казахской ССР (до 1936 — Казакской АССР), существовавшая в 1935—1963 годах. Центр — посёлок Джурун.

## История
Джурунский район был образован 29 декабря 1935 года из северо-восточной части Темирского района.
По данным 1951 года, район включал 14 сельсоветов (Бактыузенский, Батпаккульский, Джурунский, Егиндыбулакский, Казацкий, Карагандинский, Красномадьярский, Краснощекинский, Кумжарганский, Ново-Херсонский, Сталинский, Уркачевский, Чилинский, Энбекшинский) и 1 рабочий посёлок (Эмба).
2 января 1963 года Джурунский район был упразднён.

## Население
По данным переписи 1939 года, в Джурунском районе проживало 29 077 человек, в том числе казахи — 46,0 %, русские — 26,2 %, украинцы — 20,8 %, татары — 2,2 %, киргизы — 1,4 %. По данным переписи 1959 года в районе проживало 27 065 человек..